# Jymn Magon
Jymn Magon est un scénariste américain, né le 7 décembre 1949 à Détroit, dans le Michigan (États-Unis). Il a participé en tant que créateur et/ou scénariste à des séries comme Les Gummi, La Bande à Picsou (1987), La Bande à Dingo et Les Nouvelles Aventures de Winnie l'ourson.
Il a également été producteur et consultant créatif sur Titanic, la légende continue et a été l'éditeur de scénario pour la première partie du jeu vidéo BROK the InvestiGator.

## Filmographie

### Scénariste
- 1985 : Les Gummi (Disney's Adventures of the Gummi Bears) (TV)
- 1987 :  La Bande à Picsou (DuckTales) (TV)
- 1988 :  Les Nouvelles Aventures de Winnie l'ourson (The New Adventures of Winnie the Pooh) (TV)
- 1991 : Myster Mask (Darkwing Duck) (TV) Un seul épisode.
- 1993 : La Bande à Dingo (Goof Troop) (TV)
- 1994 : Superhuman Samurai Syber-Squad (TV)
- 1995 : Dingo et Max (A Goofy Movie)
- 1996 : Couacs en vrac (Quack Pack) (TV) Deux épisodes.
- 1997 : Le Monde fou de Tex Avery (The Wacky World of Tex Avery) (TV)
- 1997 : A Christmas Carol (en)
- 1997 : Casper, l'apprenti fantôme (Casper: A Spirited Beginning) (TV)
- 1998 : Casper et Wendy (Casper Meets Wendy) (TV)
- 1998 : Tous les chiens vont au paradis (All Dogs Go to Heaven: The Series)
- 1998 : Charlie, le conte de Noël (An All Dogs Christmas Carol) (vidéo)
- 2001 : Le Livre de Winnie l'ourson (The Book of Pooh) (TV) Deux épisodes.
- 2001 : Tous en boîte (Disney's House of Mouse) (TV)
- 2003 : Croque Canards (Sitting Ducks) (TV) Trois épisodes.
- 2006 : Jojo Circus (JoJo's Circus) (TV) Un seul épisode.
- 2014 : Pac-Man et les Aventures de fantômes (Pac-Man and the Ghostly Adventures) (TV) Quatre épisodes.
- 2015 : L'Île aux feuilles (Tumble Leaf) (TV) Trois épisodes.

### Producteur
- 1988 :  La Bande à Picsou (DuckTales) (TV)
- 1990 : Super Baloo (Tale Spin) (TV)
- 1994 : Superhuman Samurai Syber-Squad (TV)
- 1998 : Tous les chiens vont au paradis (All Dogs Go to Heaven: The Series)
- 1998 : Charlie, le conte de Noël (An All Dogs Christmas Carol) (vidéo)

### Acteur
- 1986 : Les Gummi (Disney's Adventures of the Gummi Bears) (TV) : Artie Deco (saison 2, épisode 8) (voix)
- 1997 : Casper, l'apprenti fantôme (Casper: A Spirited Beginning) (TV) : Cameo